# 小行星4694
小行星4694（4694 Festou）是一颗绕太阳运转的小行星，为主小行星带小行星。该小行星于1985年8月14日发现。

## 轨道参数
小行星4694的轨道半长轴为2.7196400 UA，离心率为0.191。